# فهرست مسیرهای راه‌پیمایی و کوه‌نوردی در توکیو

## مسیرهای کوهنوردی و راهپیمایی در منطقه هاچی‌اوجی
| ترتیب | نام کوه یا نام مسیر   | محل                       | توضیحات | تصویر |
| ----- | --------------------- | ------------------------- | --- | ----- |
| ۱     | کوه تاکائو            | هاچی‌اوجی                  | ارتفاع این کوه ۵۹۹ متر است و پربازدیدترین کوه در جهان محسوب می‌شود. برای بالا رفتن قطار کابلی و تله سی یژ موجود است. |       |
| ۲     | کوه جینبا             | هاچی‌اوجی و استان کاناگاوا | ارتفاع این کوه ۸۵۷ متر است. از قلهٔ تاکائو تا قلهٔ جینبا ۵ ساعت از راه کوه پیاده فاصله هست.                           |       |
| ۳     | کوه کاگه‌نوبو          | هاچی‌اوجی                  | این کوه ۷۲۱ متر ارتفاع دارد. از قلهٔ تاکائو تا قلهٔ کاگه‌نوبو ۲ ساعت از راه کوه پیاده فاصله هست.                       |       |
| ۴     | کوه کوساتو            | هاچی‌اوجی                  | این کوه ۳۶۵ متر ارتفاع دارد.                                                                                        |       |
| ۵     | کوه کوبوتوکه شیرویاما | هاچی‌اوجی                  | این کوه ۵۷۰ متر ارتفاع دارد. از قلهٔ تاکائو تا قلهٔ کوبوتوکه شیرویاما ۱ ساعت از راه کوه پیاده فاصله هست.              |       |

## مسیرهای کوهنوردی و راهپیمایی در منطقه اوکوتاما
| ترتیب | نام کوه یا نام مسیر   | محل                                                                | توضیحات                                                                                                | تصویر |
| ----- | --------------------- | ------------------------------------------------------------------ | --- | ----- |
| ۱     | کوه کوموتوری          | اوکوتاما                                                           | ارتفاع این کوه ۲۰۱۷ متر است و بلندترین کوه توکیو محسوب می‌شود و در فهرست ۱۰۰ کوه برگزیدهٔ ژاپن جای دارد. |       |
| ۲     | کوه تاکانوسو          | اوکوتاما                                                           | ارتفاع این کوه ۱۷۳۶ متر است.                                                                           |       |
| ۳     | کوه موتسوایشی         | اوکوتاما                                                           | این کوه ۱۴۷۸ متر ارتفاع دارد.                                                                          |       |
| ۴     | کوه کورادو            | اوکوتاما                                                           | این کوه ۱۱۶۹ متر ارتفاع دارد.                                                                          |       |
| ۵     | کوه توریدانی          | اوکوتاما                                                           | این کوه ۱۷۱۸ متر ارتفاع دارد.                                                                          |       |
| ۶     | کوه سوباتسوبو         | اوکوتاما                                                           | این کوه ۱۴۷۲ متر ارتفاع دارد.                                                                          |       |
| ۷     | کوه کاوانوری          | اوکوتاما                                                           | ارتفاع این کوه ۱۴۷۲ متر است.                                                                           |       |
| ۸     | کوه هونیتا            | اوکوتاما                                                           | این کوه ۱۲۲۴ متر ارتفاع دارد.                                                                          |       |
| ۹     | کوه بونواوره          | اوکوتاما                                                           | این کوه ۹۶۹ متر ارتفاع دارد.                                                                           |       |
| ۱۰    | کوه تاکامیزو          | اوکوتاما                                                           | این کوه ۷۵۹ متر ارتفاع دارد.                                                                           |       |
| ۱۱    | کوه میتاکه            | اوکوتاما                                                           | ارتفاع این کوه ۹۲۹ متر است. برای بالا رفتن قطار کابلی و تله سی یژ موجود است.                           |       |
| ۱۲    | کوه اوداکه            | اوکوتاما                                                           | این کوه ۱۲۶۶ متر ارتفاع دارد و نام آن در فهرست ۲۰۰ کوه برگزیدهٔ ژاپن نیز آمده‌است.                       |       |
| ۱۳    | کوه هینوده            | اوکوتاما                                                           | ارتفاع این کوه ۹۰۲ متر است.                                                                            |       |
| ۱۴    | کوه گوزن              | اوکوتاما                                                           | ارتفاع این کوه ۱۴۰۵ متر است.                                                                           |       |
| ۱۵    | کوه میتو              | اوکوتاما                                                           | ارتفاع این کوه ۱۵۳۱ متر است.                                                                           |       |
| ۱۶    | کوه سنگنرئی           | اوکوتاما                                                           | کوه ۹۰۳ متر ارتفاع دارد.                                                                               |       |
| ۱۷    | مسیر راهپیمایی اوتاما | اوکوتاما کنار رود تاما، ایستگاه کوری یا هاتونوسو وابسته به خط اومه | طول مسیر ۵ کیلومتر است.                                                                                |       |
| ۱۸    | کوه ساسائونه          | اوکوتاما                                                           | ارتفاع این کوه ۱۰۹۸ متر است.                                                                           |       |

## مسیرهای کوهنوردی و راهپیمایی در مناطق متفرقه
| ترتیب | نام کوه یا نام مسیر | محل      | توضیحات                      | تصویر |
| ----- | ------------------- | -------- | ---------------------------- | ----- |
| ۱     | تپه تاکی یاما       | هاچی‌اوجی | ارتفاع این تپه ۱۷۰ متر است . |       |

## مسیرهای کوهنوردی و راهپیمایی در جزایر توکیو
| ترتیب | نام کوه یا نام مسیر | محل                                | توضیحات                      | تصویر |
| ----- | ------------------- | ---------------------------------- | ---------------------------- | ----- |
| ۱     | کوه میهارا          | جزیرهٔ ایزواوشیما یکی از جزایر ایزو | ارتفاع این تپه ۷۶۴ متر است.  |       |
| ۲     | کوه تنجو            | جزیرهٔ کوزوشیما یکی از جزایر ایزو   | ارتفاع این کوه ۵۷۱ متر است.  |       |
| ۳     | کوه هاچیجو فوجی     | جزیرهٔ هاچیجوجیما یکی از جزایر ایزو | این کوه ۸۵۴ متر ارتفاع دارد. |       |

## مسیرهای برگزیده جهت راهپیمایی
از مسیرهای زیر از توکیو در فهرست ۵۰۰ مسیر زیبا و برگزیدهٔ جهت راهپیمایی در ژاپن نام برده شده‌است.

| ترتیب | نام کوه یا نام مسیر                                         | محل        | توضیحات | تصویر |
| ----- | ----------------------------------------------------------- | ---------- | --- | ----- |
| ۱     | دور کامل اطراف کاخ امپراتوری توکیو                          | چیودا      | طول این مسیر ۵ کیلومتر است. این مسیر از دروازهٔ ساکورادامون(桜田門) شروع شده پس از گذشتن از دروازهٔ واداکورامون( 和田倉門 ) و دروازهٔ هانزومون دوباره به دروازهٔ ساکورامون ختم می‌شود.                    |       |
| ۲     | مسیر بین نیشی-شینجوکو و پارک میجی جینگو گایئن               | شینجوکو    | خیابانی که از ایستگاه گایئن بطرف پارک می‌رود، بخاطر زیبایی برگ‌های زرد درختان ژینکو بسیار معروف است. بهترین فصل برای راهپیمایی در این مسیر ماه اواخر نوامبر و اوایل دسامبر است.                        |       |
| ۳     | مسیر بین معبد شیباماتاتایشاکوتن و پارک میزوموتو             | کاتسوشیکا  | بخشی از این مسیر از کنار رود ادوگاوا می‌گذرد. |       |
| ۴     | مسیر بین پارک کاسای‌رینکای و پارک شینسوئی (新長島川親水公園) | کوتو       | این منطقه به داشتن مسیرهای راهپیمایی معروف است. مسیر مابین رود ادوگاوا، خلیج توکیو و رود آراگاوا قرار دارد.                                                                                          |       |
| ۵     | مسیر بین آب‌راه کاریز تاماگاوا و پارک کوگانه‌ای               | کوگانه‌ای   | |       |
| ۶     | پارک یاکوشی ایکه                                            | ماچیدا     | - |       |
| ۷     | مسیر شماره یک کندوکاو در طبیعت                              | کوه تاکائو | طول مسیر ۳٫۸ کیلومتر است و زمان پیمودن مسیر به‌طور متوسط ۱ ساعت و ۳۰ دقیقه طول می‌کشد. این مسیر از باغ وحش میمون‌ها، باغ گیاهان وحشی، دروازهٔ جوشین و معبد تاکائوسان-یاکوئواین گذشته و به قله ختم می‌شود. |       |